# Гифу (футбольный клуб)
«Гифу» (яп. FC岐阜 Эфу Си: Гифу, от английского Football Club Gifu) — японский футбольный клуб из префектуры Гифу. Основан в 2001 году. Выступает в третьем дивизионе Джей-лиги. Домашние матчи проводит на стадионе Нагарагава, который вмещает 31 000 человек.

## История
Клуб начал выступать во второй лиге в 2007 году, с тех пор не занимал там высоких позиций. Лучшим был сезон 2009 года, когда команда заняла 12 место.